# Centrognathus sumatranus
Centrognathus sumatranus är en skalbaggsart som beskrevs av Walter Karl Johann Roepke 1934. Centrognathus sumatranus ingår i släktet Centrognathus och familjen Cetoniidae. Inga underarter finns listade.